# Philip R. Kensinger

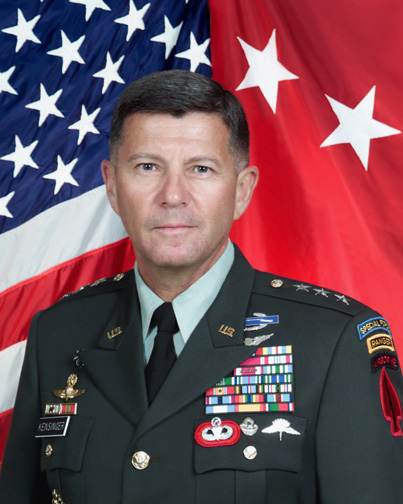
Philip R. Kensinger Jr.

Philip R. Kensinger Jr. (* 1949 in Philadelphia, Pennsylvania) ist ein pensionierter Generalleutnant der United States Army. Er war unter anderem Kommandeur des United States Army Special Operations Commands. Nach dem Tod des Soldaten und Footballspielers Pat Tillman im April 2004 wurden Kensinger Falschaussagen über die Tathintergründe vorgeworfen und eine Degradierung erwogen.
Über den Werdegang von Philip Kensinger gibt es kaum verfügbare Quellen. Sicher ist, dass er zu einem nicht überlieferten Zeitpunkt in das Offizierskorps des US-Heeres gelangte und dort vom Leutnant bis zum Drei-Sterne-General aufstieg. Details über seine militärische Laufbahn sind ebenfalls nicht verfügbar. Er wurde Anfang der 2000er Jahre als Generalmajor zur Stabsabteilung für Operationen (G3) im Heeresministerium versetzt, der er bis 2002 angehörte.
Am 29. August 2002 erhielt Philip Kensinger als Nachfolger von Bryan D. Brown das Kommando über das United States Army Special Operations Command. Dieses Kommando hatte er bis zum 8. Dezember 2005 inne als Robert W. Wagner seine Nachfolge antrat. Im Februar 2006 ging er in den Ruhestand.
Während seiner Zeit als Kommandeur des Army Special Operations Commands waren unterstellte Einheiten dieses Kommandos auch in Afghanistan stationiert. Unter anderem gehörte der NFL-Profispieler Pat Tillman zu den dort eingesetzten Soldaten. Dieser starb am Abend des 22. April 2007 unter ungeklärten Umständen. Eine Untersuchung stellte fest, dass Tillman entgegen der ursprünglichen Behauptung nicht durch feindliches Einwirken verstarb. Ein Untersucher der US-Army urteilte jedoch bereits nach wenigen Tagen, dass Tillmans Tod das Resultat von „grober Fahrlässigkeit“ gewesen sei. Die tödlichen Schüsse könnten aus unbekannten Gründen auch aus den eigenen Reihen gekommen sein. Die Familie und die Öffentlichkeit wurden darüber jedoch erst Wochen nach der Beerdigung des Soldaten informiert. Direkt nach seinem Tod wurden Tillmans Leiche und alle seine persönlichen Gegenstände, darunter sein Tagebuch, verbrannt. Daran schloss sich eine Verschleierungstaktik mehrerer Offiziere, darunter auch Kensinger, an. Später stellte sich heraus, dass Philipp Kensinger die Unwahrheit über seine Kenntnisse im Fall Tillmann sagte.
Die Armee stellte eine Untersuchung an und erteilte dem inzwischen pensionierten Offizier eine Abmahnung wegen Verstößen gegen bestehende Vorschriften. Gleichzeitig wurde eine Degradierung im Nachhinein in Erwägung gezogen, die eine Kürzung der Pension Kensingers bedeutet hätte. Über den Ausgang dieses Verfahrens ist bisher nichts überliefert.